# Зацеркляный, Николай Григорьевич
Зацеркля́ный Никола́й Григо́рьевич (26 сентября 1942, Бережновка — 11 февраля 2011, Кременчуг) — украинский резчик по дереву. Член Национального союза мастеров народного искусства Украины (1992), Заслуженный мастер народного творчества Украины (2002).

## Биография
Родился 26 сентября 1942 года в селе Бережновка Кобеляцкого района Полтавской области.
Окончил Криворожское профтехучилище (РУ № 20). Резьбе учился у заслуженного мастера народного творчества Валентина Кузьмича Нагнибеды (1925—1985). Работал многостаночником по дереву в Кременчугском лесхоззаге. Проживал в городе Кременчуг Полтавской области. Жена — Зацеркляная Татьяна Антоновна. Вырастил троих детей.

## Творчество
В результате кропотливой работы по изучению предметов народного быта в музеях Полтавы, Киева, Переяслава, Канева и других городов, их композиции, форм изделий, орнаментики, Николай Григорьевич создает для серийного производства в сувенирном цехе Кременчугского лесхоззага кухонные наборы, детские игрушки, тарелки, адресные папки, ящики и т. д. Компонует свои вещи с помощью трёхгранно-выемчатой, плоскостно-рельефной (особенно в последние годы), контурной, прорезной резчиков техник. Иногда и все вместе тактично сочетает в одном произведении. Так, большого размера блюдо «Григорий Саввич Сковорода» (1972), панно «Болгарии 1300 лет» (1982), декоративный пласт «Сидит казак, в кобзу играет» (2002) свидетельствуют о твёрдой неизменности художественных принципов художника в работе над произведением.

## Выставки
Выставки на которых экспонировались произведения
| Год  | Название, место |
| ---- | --- |
| 1969 | Областной худ. выставка, посвященная 200-летию со д. р. И. П. Котляревского, г. Полтава |
| 1970 | Областной худ. выставка, посвященная 100-летию со д. р. В. И. Ленина, г. Полтава |
| 1970 | Всесоюзная выставка-конкурс произведений декоративно-прикладного искусства самодеятельных художников и мастеров народного творчества, г. Москва                                                                     |
| 1971 | Областной худ. выставка, посвященная XXIV съезда КПСС и XXIV съезда Компартии Украины, г. Полтава |
| 1972 | Передвижная выставка произведений народного искусства по городам Урала и севера Сибири (гг. Киров, Тюмень, Кемерово, Нижний Тагил, Ижевск, Барнаул)                                                                 |
| 1972 | Областной худ. выставка произведений самодеятельных художников, посвященная 50-летию образования СССР, г. Полтава                                                                                                   |
| 1972 | Областной худ. выставка произведений самодеятельных художников, посвященная 250-летию со д. р. укр. философа Г. С. Сковороды, г. Полтава                                                                            |
| 1972 | Республиканская худ. выставка, посвященная 100-летию со д. р. Леси Украинки, г. Киев |
| 1972 | Республиканская выставка произведений самодеятельных художников. Мастеров нар. декоративного прикладного искусства, народных умельцев и любителей фотографии. Посвященная 50-летию образования СССР, г. Киев        |
| 1973 | Областной худ. выставка «Слава труду», г. Полтава |
| 1973 | Областная выставка профессиональных и самодеятельных художников и народных мастеров, посвященная 30-летию освобождения Полтавщины от фашистских захватчиков, г. Полтава                                             |
| 1974 | Выставка произведений молодых худ, мастеров народного декоративного искусства, посвященная Всесоюзном фестиваля советской молодёжи, г. Полтава                                                                      |
| 1974 | Юбилейная худ. выставка, посвященная 800-летию Полтавы, г. Полтава |
| 1974 | Международная выставка декоративно-прикладного искусства, г. Екатеринбург |
| 1975 | Выставка произведений профессионального и самодеятельного изобразительного и декоративно-прикладного искусства, посвященная 30-летию Великой Победы советского народа над фашизмом, гг. Полтава, Кременчуг, Лохвица |
| 1976 | Выставка полтавских художников в Велико Тырново, Болгария |
| 1976 | Всесоюзная выставка самодеятельных художников нар. искусства, Москва |
| 1976 | Персональная выставка М. Г. Зацеркляный в Республиканском Доме литераторов, гг. Киев, Кременчуг |
| 1976 | Выставка «природолюбы» — 60-летию Великого Октября, г. Кременчуг |
| 1976 | Областная выставка произведений самодеятельных худ. и мастеров декоративно-прикладного искусства Полтавщины, 60-летию Великого Октября, г. Полтава                                                                  |
| 1976 | Республиканская выставка самодеятельных худ. и мастеров декоративно-прикладного искусства и фотолюбителей, 60-летию Великого Октября, г. Киев                                                                       |
| 1976 | Всесоюзная выставка произведений самодеятельных худ. и мастеров декоративно-прикладного искусства, 60-летию Великого Октября «Современные художники — Отечеству», г. Москва                                         |
| 1979 | Областная выставка произведений самодеятельных худ. и мастеров декоративно-прикладного искусства, посвященная 325-летию Воссоединение Украины с Россией, г. Полтава                                                 |
| 1979 | Выставка украинского изобразительного искусства, посвященная 325 летию воссоединения Украины с Россией, из музеев Украины и России, г. Москва                                                                       |
| 1981 | Областная выставка произведений самодеятельных худ. и мастеров декоративно-прикладного искусства, посвященная XXVI съезду КПСС и XXVI съезда Компартии Украины, г. Полтава                                          |
| 1982 | Выставка полтавских художников в Велико Тырново, Болгария |
| 1982 | «Резчик Полтавщины», Музей народного декоративного искусства, г Канев |
| 1983 | «В семье вольной, новой», Государственный музей Т. Г. Шевченко, г. Киев |
| 1984 | Персональная выставка М. Г. Зацеркляный, гг. Харьков, Киев, Кременчуг |
| 1984 | Выставка дней дружбы Полтавской области в Слупске воеводстве, Польша |
| 1985 | Выставка, посвященная дням дружбы г. Полтава и Велико Тырново, Болгария |
| 1985 | Областная выставка произведений самодеятельных худ. и мастеров декоративно-прикладного искусства, посвященная XXVII съезду КПСС, г. Полтава                                                                         |
| 1986 | «В семье вольной, новой», г. Киев |
| 1986 | Республиканское праздник «День резчика», г. Киев |
| 1987 | Всесоюзная выставка, посвященная 70-летию СССР, г. Москва |
| 1987 | Республиканское праздник народного творчества, посвященной 70-летию Октябрьской революции, г. Киев |
| 1987 | ВДНХ СССР — Дни Украины (творческий показ), г. Москва |
| 1988 | Республиканское праздник народного творчества Украины, г. Хмельницкий |
| 1988 | ВДНХ Украина — Выставка мастеров резьбы Украина, г. Киев |
| 1989 | Выставка, посвященная Т. Г. Шевченко, гг. Кременчуг, Полтава |
| 1990 | Второй международный фестиваль фольклора, г. Киев |
| 1992 | Выставка в Вольном украинском университете, г. Мюнхен, Германия |
| 1994 | Выставка Экспо-94, г. Ренн, Франция |
| 1997 | Персональная выставка М. Г. Зацеркляный, Краеведческий музей гг. Кременчуг, Горишние Плавни |
| 2000 | Выставка народных мастеров Украины (Союз народных мастеров), г. Киев |
| 2007 | Персональная выставка М. Г. и Т. А. Зацеркляных, Краеведческий музей г. Кременчуг |

## Произведения
Произведения хранятся:
- Национальный музей украинского народного декоративного искусства (Киев),
- Музей народной архитектуры и быта Украины в Пирогово (Киев),
- Дом-музей Николая Лысенко (Киев),
- Музей Т. Г. Шевченко (Канев),
- Каневский музей народного искусства (Канев),
- Полтавский КМ (Полтава),
- Полтавский ХМ (Полтава),
- Полтавский литературно-мемориальный музей И. Котляревского
- Запорожский ХМ (Запорожье),
- Кошалинский ИМ в Польше,
- Кременчугский КМ (Кременчуг),

и в частных коллекциях.

## Резьба
Автор уникальных для Полтавского края работ значительного размера (2-7 м высотой): иконостасов, киотов, аналоев, резных рам с роскошными узорами созданных для церквей:
- Покрова Пресвятой Богородицы в с. Каменные Потоки (1985—1990, высота 7 м, ширина 9,2м)
- Николаевской в Кременчуге (1990—1995)
- Для храма староверов в с. Сосновка Гадячского р-на (2000—2001)
- Спасо-Преображенская церковь в г. Кременчуг (2007, расширение иконостаса добавлением правой и левой частей)
- Антонио-Феодосиевского мужского монастыря,
- В с. Каменные Потоки (киот для привезенной с Афона иконы «Богородица Скоропослушница», 2009)